# Лавров, Дмитрий Сергеевич
Дмитрий Сергеевич Лавров (род. октябрь 1984 или 17 октября 1984, Таллин) — эстонский и российский хоккеист, нападающий.

## Биография
В сезонах 2000/01 — 2003/04 выступал за петербургский «СКА-2» в первой лиге первенства России. Единственный матч в Суперлиге за СКА сыграл 9 декабря 2000 года, когда основной состав улетел в США на матчи со студенческими клубами, и в гостевом матче с новокузнецким «Металлургом» (0:13) вышли дублёры.
В сезоне 2004/05 играл за петербургский «Спартак». В следующем сезоне выступал во вторых дивизионах Эстонии («Пантер») и Финляндии («Хантерс»). В сезоне 2006/07 играл в первой российской лиге за «Комбат» СПб. Играл за эстонский клуб «Биг Даймонд» Тарту в чемпионате Латвии 2007/08. Сезон 2008/09 начал в эстонском клубе «Старс», после чего уехал во Францию, где выступал в клубах низших дивизионов «Шербур» (2009/10), «Бордо» (2010/11),
«Мюлуз» (2011/12), «Шамбери» (2012/13 — 2018/19). Вернувшись в Эстонию, играл за команды «Калев Викинг» (2019/20) и «Пантер» (2020/21)
Младший брат Игорь выступал за молодёжную сборную Эстонии.